# Denzel Perryman
Denzel Lamar Perryman (Coral Gables, Florida, 5 de diciembre de 1992) más conocido como Denzel Perryman, es un jugador profesional estadounidense de fútbol americano que se desempeña en la posición de linebacker en Houston Texans, equipo de la National Football League (NFL).

## Carrera
Fue seleccionado en la segunda ronda en la Reunión Anual de Selección de Jugadores de la NFL de 2015. Hizo su debut profesional con el equipo San Diego Chargers en 2015 que, en 2017 pasó a llamarse Los Angeles Chargers, en el cual jugó seis temporadas (2015-2021), después pasó a Las Vegas Raiders (2021-2023), luego a Houston Texans, donde lleva jugando una temporada.